# 林永健
林永健（1970年2月14日—），男，山东青岛人，中国演员，中国电视艺术家协会副主席，活跃于话剧、小品、电视剧。现在所属空政话剧团。

## 生平
1986年，在周晓文导演的电影《疯狂的代价》中出演一个很小的角色，只有四句台词。1987年，18岁时凭着自己浑厚的嗓音和极富特点的外貌考取了青岛话剧团。1990年，参军来到了广州军区话剧团。1999年，为上中央戏剧学院导演进修班，毅然转业，做了一名北漂。2002年，从中央戏剧学院毕业，进入了空政话剧团。

## 家庭
妻子周冬齐同为空政话剧团演员，两人于2003年1月8日结婚。2010年8月25日，兒子林大竣出生。

## 小品
- 2001年 《家有老爸》 搭档：黄宏、黑妹
- 2005年 《装修》搭档：黄宏、巩汉林
- 2006年 《邻居》搭档：黄宏、巩汉林、刘亚津
- 2007年 《假话真情》搭档：严顺开、刘小梅、刘桂娟
- 2008年 《开锁》搭档：黄宏、巩汉林、董卿
- 2018年 《为您服务》搭档：杨少华、李明启、王丽云、李琦、李诚儒、戴春荣、李建义、张立、杨紫、白凯南、蒋诗萌、郭金杰等

## 电视剧
- 《马文的战争》，饰 马文，与宋丹丹合作。
- 军事剧《和平年代》，饰 刘金龙（刘老板）（获十七届飞天奖最佳男配角提名）
- 古装剧《铁齿铜牙纪晓岚Ⅱ》，饰 卢焯（主要角色）
- 古装剧《少年宝亲王》，饰 岳大人（主要角色）
- 抗日剧《历史的天空》，饰 朱一刀（主要角色）
- 抗日剧《敌后武工队》，饰 刘魁胜（反一号）
- 抗日剧《吕梁英雄传》，饰 王怀当（反一号）
- 农村喜剧《喜耕田的故事》，饰 喜耕田（主要角色）
- 情景喜剧《炊事班的故事》，饰 司务长
- 古装喜剧《武林外传》，饰 白眉（友情出演）
- 生活剧《文化站长》，饰 刘宣委（主要角色）
- 情感剧《金婚》，饰 大庄（主要角色）
- 情感剧《王贵与安娜》，饰 王贵（主要角色）
- 传奇剧《鹿鼎记》，饰 海大富
- 年代剧《孟来财传奇》，饰 孟来财
- 谍战剧《黎明之前》，饰 谭忠恕（主要角色）
- 中韓合拍劇《林師傅在首爾》，飾 林飛（主要角色）
- 情感剧《天真遇到現實》，饰 郑现实（主要角色）
- 2013 - 史诗剧《聂荣臻》，饰 聂荣臻
- 2015情感剧，《暖男的爱情与战争》，饰
- 2015《青春集结号》
- 2015《妈妈像花儿一样》
- 2015《桃花运》，饰 尤斌
- 2016《饮食男女》，饰 林老板(客串)
- 2016《金爸银爸不换我爸》
- 2016《萌夫木子李》，饰 李木子
- 2016《左轮手枪》，饰 石山来/萧九川
- 2016《我的继父是偶像》，饰 罗大佐
- 2017《绝密543》，饰 马老柴
- 2017《凡人的品格》饰 展大鹏
- 2017《幸福照相馆》饰  苏万梁
- 2018《新圣水湖畔》(2007年拍攝)饰  郭子孝
- 2019《重耳傳奇》(2016年拍攝)饰   秦伯
- 2019《希望的大地》饰  田家旺(客串)
- 2019《都是一家人》饰  越永强
- 2019《風雲戰國之列國》(紀錄片)
- 2020《石头开花》饰  李愛民
- 2021《理想照耀中国》，饰 张爵谦
- 2021《百炼成钢》，饰 林永贵
- 2021《大决战》，饰 聂荣臻(客串)
- 2021《那些日子》饰  刘金锁
- 2021《功勋》，饰 聂荣臻(客串)
- 2021《民警老林的幸福生活》，饰 林大魯
- 2022《盛装》，饰 老颓
- 2023《三体》，饰 常伟思
- 2023《人生之路》，饰 高明楼
- 2023《大三女生》，饰 吴主任
- 2025《驻站》，饰 王喜柱
- 2025《六姊妹》，饰 大老湯(客串)
- 2025《X局密档》(2021年拍攝)，饰 赵继征
- 2025《绝密较量》，饰 刘向均
- 2025《生万物》，饰 封二
- 2025《归队》，饰 肖铁林
- 待播《过河卒》，饰 陆汉臣
- 待播《空中突击》
- 待播《不负人民》
- 待播《第五名发家》
- 待播《有你的时光里》
- 待播《真相证言》（网络剧）
- 待播《小芳出嫁》

## 电影
- 2012， 《 錢學森 》， 扮演聶榮臻
- 2015，《女神跟我走》，饰 林大健
- 2016，《我不是王毛》
- 2017，《大闹天竺》，饰 金角
- 2018，《李保国》，饰 李保国
- 2019，《決勝時刻》饰 聂荣臻
- 2021，《没有过不去的年》 饰 肖凡
- 2021，《守望青春》
- 2021，《青春作伴好还乡》
- 2021，《长津湖》饰 邓华
- 2022，《平凡英雄》饰 唐伟
- 2022，《钢铁意志》饰 孟泰
- 2023，《吾爱敦煌》
- 2023，《家有儿女之神犬当家》
- 2024，《极限奇援》
- 2024，《我要当老师》饰 孙大海

## 话剧
- 《生在八一》，获全军优秀演员奖。
- 《宋王台》，获第五届中国戏剧节优秀演员奖。
- 《岁月风景》，获第九届文华表演奖；全军第七届汇演表演一等奖。
- 《斤斤计较》，获全国、全军小品比赛表演一等奖。
- 《家园》，获得曹禺杯小品比赛表演一等奖。
- 《真情三十秒》，参加1999年中央春节晚会，并获观众喜欢节目二等奖。
- 《俗世奇人》
- 《晴空霹雳》

## 综艺节目
- 湖南卫视《爸爸去哪儿》（第三季）

## 獎項
- 2014年 第十届 全国十佳电视制片 十佳电视剧演员